# 珀西·威廉斯
珀西·阿尔弗雷德·威廉斯 OC（1908年5月19日—1982年11月29日），加拿大男子田径运动员。他曾获得1928年夏季奥运会田径比赛男子100米和200米金牌，并且是男子100米前世界纪录保持者。

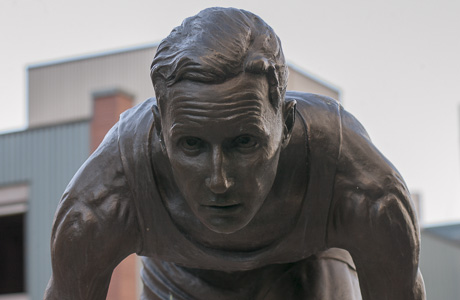
温哥华卑詩體育館外的雕像